# Parque nacional de Murlen
El Parque Nacional de Murlen está localizado en el distrito de Champhai en el estado de Mizoram en India. El parque tiene 100 km². 
El parque está situado aproximadamente 245 kilómetros al este de Aizawl, y está cerca de las Chin Hills. La altitud del parque varía entre los 400 a 1700 m s. n. m.
Podemos admirar las selvas vírgenes de Chamdur. Hay cinco pueblos alrededor del parque y un pueblo llamado Murlen con setenta familias, reside dentro del parque.

## Flora
Podemos encontrar alrededor de 35 especies de plantas medicinales, 2 especies de bambú y 4 especies de orquídeas. 
Además de una mixtura de Quercus, Schima wallichai, Betula specie, Michelia champaca, Pinus Khasia, Prunus Myrica, Rhodendron, Arundinaria callosa. 

## Fauna
La fauna que encontramos aquí incluye: tigre, leopardo, sambar, mutiaco, mono Rhesus, gibón y la ardilla india gigante.
Entre las aves hay unas 150 especies, tales como: faisán de la sra. hume, vencejo de espalda oscura, sibia gris y yujina de nuca blanca.

## Información del parque

### Actividades
Una buena época para visitar el parque es entre octubre hasta marzo. Los inviernos (entre noviembre y enero) pueden ser un poco fríos. Es necesario además cumplir con una serie de requisitos exigidos por las autoridades del parque.

### Alojamiento
Se puede encontrar alojamiento en los pueblos aledaños.

### Acceso
- Por avión: el aeropuerto de Lengpui en Aizawl a 43 km
- Por tren: la estación más cercana es la de Silchar.
- Por carretera: la que une Aizawl con Murlen via Champhai.

## Galería de imágenes

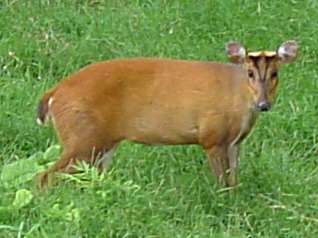
Mutiaco
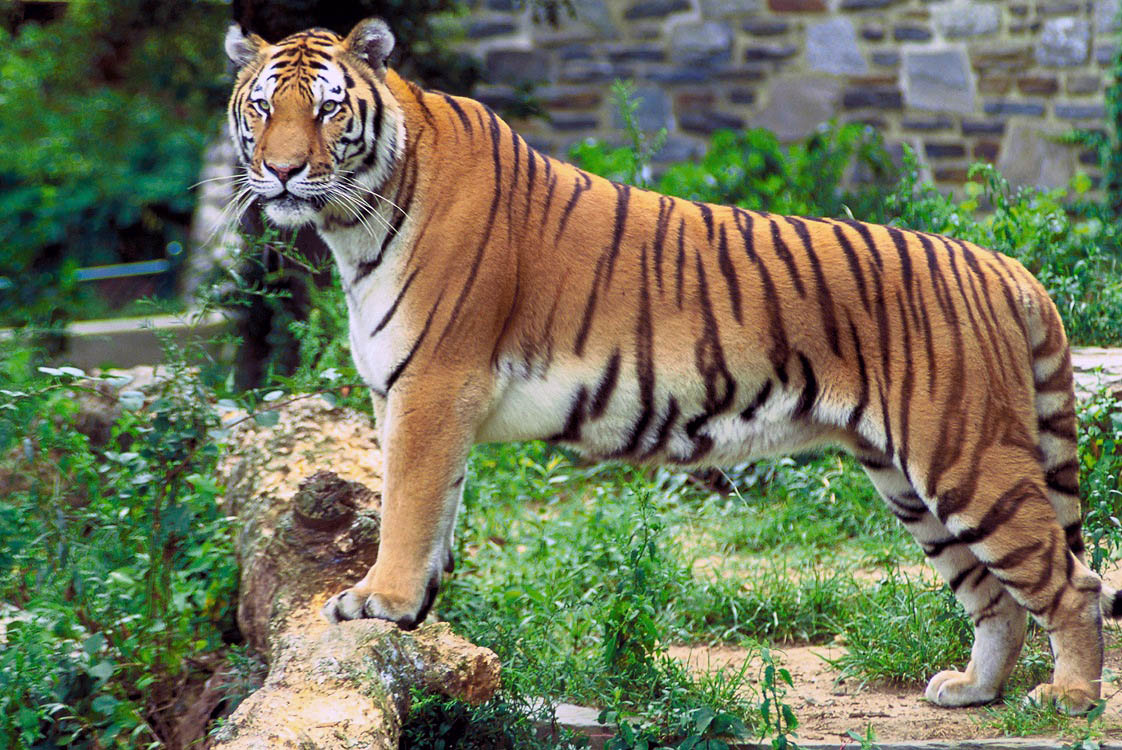
Tigre

## Enlaces de interés
- Datos: Q3334361